# 萊登堡

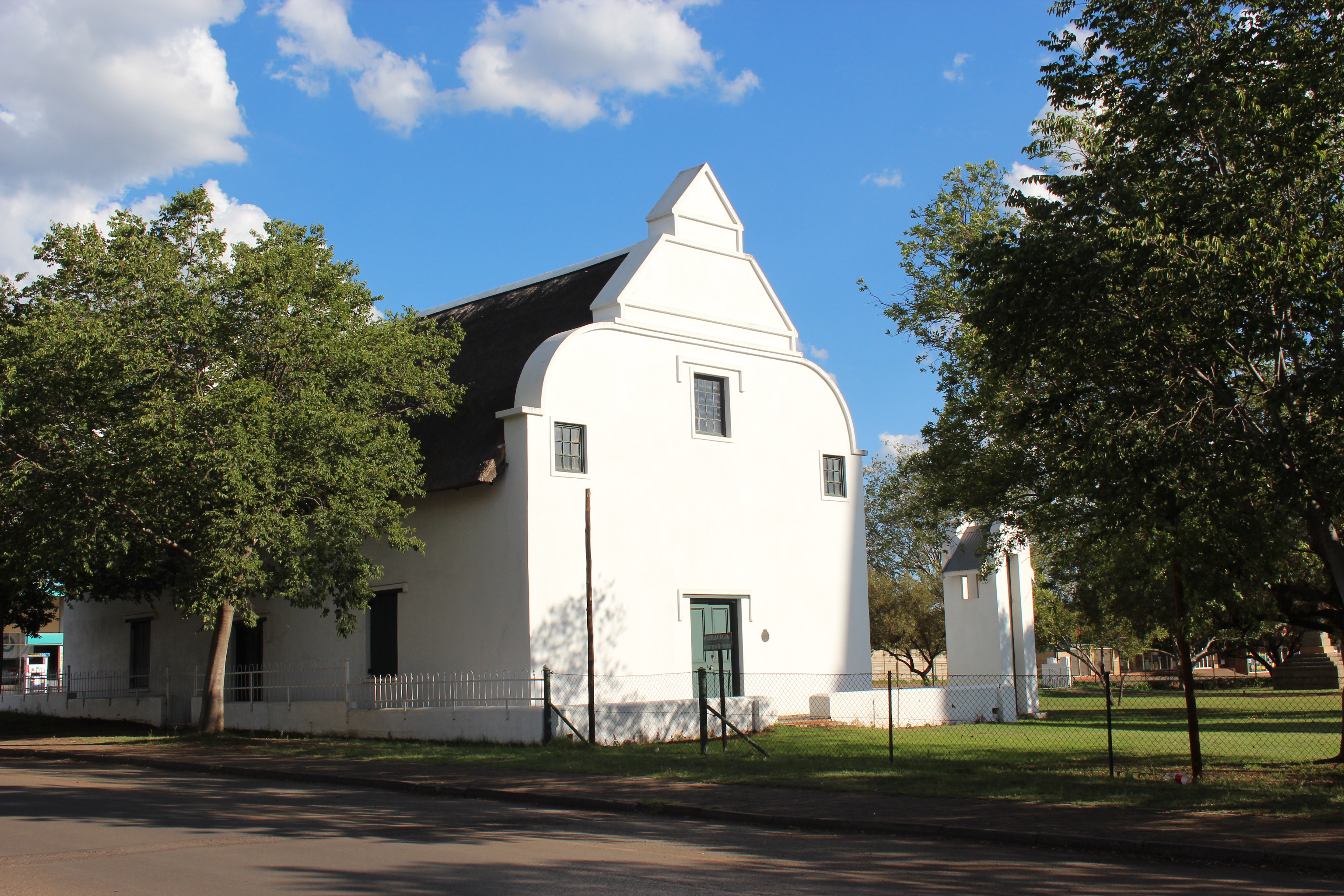
萊登堡的教堂

萊登堡'是南非的城鎮，位於該國東北部，由普馬蘭加省負責管轄，始建於1849年，面積26.12平方公里，主要經濟活動有農業和採礦業，2001年人口6,858，人口密度每平方公里260人。